# Дамин
Дамин (самоназвание: демиин [t̺əmiːn]) — ритуальный язык австралийских племён латил и янкаал, использовавшийся мужчинами при инициации. Оба племени живут на островах в заливе Карпентария: латил — на острове Морнингтон, крупнейшем из островов Уэлсли, янкаал — на острове Форсайт.

## Происхождение
Происхождение этого языка неясно. Мифы племён латил и янкаал повествуют о том, что язык был создан во время «Времени сна», или Altjeringa, общего для мифологии всех австралийских аборигенов.

## Лингвистическая характеристика
Дамин — единственный язык с щёлкающими согласными, существующий вне Африки.
Он имеет ограниченный лексикон относительно языков, используемых обоими племенами в повседневном общении. В нём существует около 150 лексических корней. В языке есть лишь два местоимения (n!a «я» и n!u «не я»), в то время как в языке латил их девятнадцать. Также имеется антонимическая приставка kuri- (сравн. tjitjuu «маленький» и kuritjitjuu «большой»). Дамин использует те же суффиксы, что и язык латил, поэтому, в целом, они схожи.

### Фонетика
|                          | губно- губные | ламинальные зубные альвеолярные | апикальные альвеолярные | апикальные постальвеолярные | ламинальные постальвеолярные | велярные |
| ------------------------ | ------------- | ------------------------------- | ----------------------- | --------------------------- | ---------------------------- | -------- |
| взрывные                 | b [p]         | th [t̻]                          | d [t̺]                   | rd [t˞]                     | tj [t̠]                       | k [k]    |
| носовые взрывные         | m [m]         | nh [n̻]                          | n [n̺]                   | rn [n˞]                     | ny [n̠]                       | ng [ŋ]   |
| одноударные              |               |                                 | rr [ɾ]                  |                             |                              |          |
| аппроксиманты            | (w [w])       |                                 | r [ɹ]                   |                             | y [j]                        | w [w]    |
| латеральные сонанты      |               |                                 | l [l]                   |                             |                              |          |
| носовые щёлкающие        | m! [ŋʘ]       | nh! [ŋǀ]                        | n! [ŋ!]                 | rn! [ŋ!˞]                   |                              |          |
| абруптивы                |               |                                 |                         |                             |                              | k' [kʼ]  |
| ингрессивные фрикативные |               |                                 | L [ɬ↓]                  |                             |                              |          |
| взрывные щёлкающие       | p' [kʘ↑]      |                                 |                         |                             |                              |          |

## Обряд
У племени латил существует два этапа инициации для мужчин: luruku (обрезание) и warama (уретротомия). Последнее сближает мужчин с женщинами, а кровотечение в процессе инициации символизирует менструации. По словам исследователя языка дамин Кена Хейла, этот ритуал не проводится в племени уже более полувека.
Язык дамин никогда не был тайным языком, поскольку не известно попыток предотвращения знакомства с ним непосвящённых. С другой стороны, язык использовался во время церемонии warama, что исключало присутствие непосвящённых.

## Современное состояние
Язык дамин пришёл в упадок вместе с культурами латил и янкаал, языки которых почти исчезли. Последняя церемония warama была проведена в 1950-х годах, поэтому язык дамин в настоящее время племенами не используется.